# Liga (alianza)
Se llama liga a la unión, tratado de confederación entre los príncipes o estados para atacar a un enemigo común o defenderse de él, cuando aquellos tienen un mismo interés de religión y de política.
Multitud de ligas políticas se han formado en Europa, sobre todo desde el siglo XIII en adelante, desde cuando data la liga Hanseática, la más antigua de todas, no solo entre diferentes estados o reinos sino entre vasallos poderosos contra sus mismos soberanos. La Edad Media ofreció con frecuencia el espectáculo de estas confederaciones de los nobles, que en España no fueron tan comunes ni agresivas como en Francia y en otros países, donde el régimen feudal echó más hondas raíces. Notable es, sin embargo, en la historia de España la liga que se formó a mediados del siglo XV contra el infortunado Enrique IV, a cuyo frente figuraban el célebre marqués de Villena, don Juan Pacheco, y su tío don Alonso Carrillo, arzobispo de Toledo. De esta unión de los nobles y el clero resultaron las graves discordias que estuvieron a punto de hundir la monarquía y durante los cuales fue el rey destronado en estatua en los campos de Ávila y proclamado su hermano don Alfonso, llegando a darse batallas, como la de Olmedo en la que no sacó la mejor parte el monarca. De otro género fue la liga popular que se organizó en la misma época por los comunes contra los desmanes de la nobleza y a la cual se dio el nombre de Santa Hermandad, que perfeccionada más adelante por los reyes Católicos, sirvió en gran manera para destruir el feudalismo en España.
Durante el mismo siglo se formaron muchas ligas con motivo de las guerras de Italia. Puede citarse entre otras la liga de Cambrai contra Venecia, instituida en 10 de diciembre le 1508 y en la cual entraron el papa Julio II, el emperador Maximiliano, el rey Luis XII de Francia, y casi todos los príncipes de Italia. Poco antes se había constituido en Francia al comenzar el reinado de Luis XI, la liga del bien público, que no era sino una rebelión de los príncipes y grandes de aquel reino contra su rey. 
La reforma de Lutero dio origen a dos ligas, la una católica, formada en Ratisbona en 1524 y renovada en Dessau dos años después y la liga de Torgau en 1526. Siete años más tarde los protestantes se reunieron en Smalkalde y allí concertaron una liga defensiva, con la cual debían formar un solo cuerpo para resistir a las pretensiones de Carlos V.